# Skummeslövs distrikt
Skummeslövs distrikt är ett distrikt i Laholms kommun och Hallands län. 
Distriktet ligger vid kusten, söder om Laholm. 

## Tidigare administrativ tillhörighet
Distriktet inrättades 2016 och utgörs av socknen Skummeslöv i Laholms kommun.
Området motsvarar den omfattning Skummeslövs församling hade vid årsskiftet 1999/2000.